# Leopold Matuszyński
Leopold Matuszyński, ur. 7 maja 1820 w Warszawie, zm. 10 marca 1893 tamże – polski śpiewak, reżyser operowy i tłumacz librett, pedagog
Przed rozpoczęciem kariery muzycznej pracował w winiarni. Debiutował 15 kwietnia 1841 rolą Elwina w Lunatyczce Vincenza Belliniego. Do końca życia był członkiem zespołu Warszawskich Teatrów Rządowych. Reżyserował przedstawienia operowe od 1852. Od 1 lutego 1854 do 1891 był stałym reżyserem operowym WTR. Od 1859 uczył śpiewu w szkole przy tej instytucji; był także wykładowcą gry scenicznej i deklamacji przy Instytucie Muzycznym w Warszawie.
Występował m.in. w rolach Stacha w Krakowiakach i Góralach Wojciecha Bogusławskiego, Almavivy w Cyruliku sewilskim Gioacchina Rossiniego, Edgara w Łucji z Lammermooru i Ernesta w Don Pasquale Gaetana Donizettiego, Sewera w Normie Vincenza Belliniego, Ottokara w Wolnym strzelcu Carla Marii Webera, Raula w Hugenotach Giacoma Meyerbeera, Masaniella w Niemej z Portici Daniela Aubera. Operócz partii tenorowych śpiewał też czasem barytonem, np. jako Karol w Ernanim i Makbet.
Reżyserował warszawskie premiery Halki i Strasznego dworu Stanisława Moniuszki, Aidy i Trubadura Giuseppe Verdiego, Fausta Charles’a Gounoda i Pięknej Heleny Jacques’a Offenbacha. Przetłumaczył na polski libretto m.in. Orfeusza w piekle Offenbacha i Sinobrodego Henriego Meilhaca i Ludovica Halevy’ego.
Jego grób znajduje się na cmentarzu ewangelicko-augsburskim w Warszawie przy ul. Młynarskiej (aleja 26, grób 8).